# Potteplante
En potteplante er en plante der dyrkes i en urtepotte. 
En urtepotte er normalt konisk, med en højde der som regel svarer til tværmålet foroven. Den koniske form modsvarer i yderst ringe grad rodnettets naturlige form, men formen letter rodklumpens fjernelse fra potten. Tidligere anvendtes udelukkende lerurtepotter, nu anvendes hovedsageligt plastic til formålet. Lerurtepotten havde den fordel, at luft passerede frit ned til rodsystemet, men øgede også vandingsbehovet idet en del vand fordampede fra urtepotten. De i dag fremstillede lerurtepotter er glaserede således at også de er lufttætte. Der kan ikke umiddelbart observeres nogen forskel på planter dyrket i lufttætte- sammenlignet med porøse potter. 
Potteplanter optager 60% af et dansk væksthusgartneris samlede areal. Af dansk gartneriareals samlede potteplanteproduktion er 2/3 beliggende på Fyn (Tal om gartneriet 2007, Dansk Gartneri, 2007).